# Watanabe (sobrenome)
Watanabe (渡邊 ou 渡辺) é um sobrenome da onomástica da língua japonesa. Literalmente, significa atravessar (wata) beirada (nabe), atravessar pela beira.
É o quinto sobrenome japonês mais comum dentro e fora do Japão. O primeiro a ser nomeado Watanabe foram os kuge (nobres da corte), diretos descendentes do imperador Saga (786-842).
O membro mais famoso da família é o samurai Watanabe no Tsuna (953-1025), companheiro de Minamoto no Yorimitsu (944-1021), e famoso por suas aventuras em contos e lendas. O Watanabe de Hakata foi daimyo (senhor feudal) def Hakata (província de Izumi) até a era Meiji (1868).

## Os Samurais
Durante as guerras do século XVI havia famosos samurais com o sobrenome Watanabe:
- Watanabe Hajime do clã Môri na batalha de Gassan-Toda (1540), Miyajima (1555) and Moji (1561).
- Watanabe Moritsuna (1542-1620) que afliliou-se a Tokugawa Ieyasu em 1557, na batalha de Anegawa (1570), Mikatagahara (1573) and Nagashino (1575).

## Atualidade
- Ken Watanabe: ator japonês
- Shinichiro Watanabe: diretor japonês de anime